# Fenómeno da voz eletrónica
Fenómeno da voz eletrônica (FVE), termo geralmente conhecido pelas suas iniciais em inglês - EVP (electronic voice phenomena) - são sons semelhantes à fala capturados eletronicamente, mas não de forma intencional.
O entendimento científico é que se trata de uma forma de pareidolia auditiva, e é considerado um tipo de pseudociência e lenda urbana. Estes fenômenos podem ser explicados simplesmente como manifestações de apofenia (percepção de padrões ou de informação em ruídos aleatórios), artefatos criados pelos equipamentos de gravação, ou embustes.
Interesse em EVPs envolve principalmente alegações de que eles são comunicações paranormais provocadas por espíritos desencarnados. Essa interpretação foi a defendia pelo psicólogo e parapsicólogo Konstantīns Raudive, o  popularizador do electronic voice phenomena.

## Organizações relacionadas a pesquisa de EVP
Atualmente há várias organizações que se dedicam a investigação de EVP e a pesquisa no campo da TCI (transcomunicação instrumental) em geral, ou que expressam de outra forma o interesse no assunto. Indivíduos dentro dessas organizações podem participar nas investigações, autoria de livros/e ou artigos de revistas, conferências, etc. 
A Association TransCommunication (ATransC) - anteriormente denominada "American Association of Electronic Voice Phenomena" (AA-EVP) -, e a International Ghost Hunters Society (IGHS) têm conduzido muita pesquisa de EVP e TCI , inclusive disponibilizado coletas de EVP na internet.
Modernos espiritualistas, bem como muitas outras pessoas que acreditam na vida após a morte, possuem um interesse contínuo em EVP. De acordo com a National Spiritualist Association of Churches, "um importante desenvolvimento atual da mediunidade é a comunicação dos espíritos através de dispositivo eletrônico[...]". 
No Brasil, as organizações mais ligadas a pesquisa de EVP e TCI em geral são a Associação Nacional de Transcomunicadores  (ANT) e o Instituto Brasileiro de Pesquisas Psicobiofísicas (IBPP).http://www.ipati.org/ - I.P.A.T.I. - Instituto de Pesquisas Avançadas em Trasnscomunicação Instrumental - Diretora: Sônia Rinaldi - São Paulo - Brasil.